# Маркли-Виллидж
Маркли-Виллидж (англ. Marklee Village) — невключенная территория в округе Алпайн, штат Калифорния. Свой статус территория получила 14 мая 1997 года. Высота центра населенного пункта — 1 723 м над уровнем моря.